# Herbert Mesch

Herbert Mesch

Herbert Mesch (* 29. September 1935 in Eisfeld; † 23. Oktober 2016 in Suhl) war ein deutscher Sachbuchautor, Schriftsteller und Talpaloge (Spezialist für Maulwürfe). Er publizierte Bücher über Maulwürfe und Wühlmäuse sowie über seine Heimatstadt Suhl und die ehemalige DDR. Mesch veröffentlichte insgesamt 20 Bücher.

## Leben und Karriere
Herbert Mesch wurde am 29. September 1935 in Eisfeld, Deutschland, geboren. Nach seinem Schulabschluss studierte er an der Friedrich-Schiller-Universität Jena und schloss sein Studium als Diplom-Landwirt ab. Später erwarb er einen weiteren Abschluss als Diplom-Ingenieur (FH) und wurde Pflanzenschutzmeister an der Fachschule für Pflanzenschutz in Halle/Saale. Er verbrachte fast 40 Jahre im Staatlichen Pflanzenschutzdienst, zunächst im Pflanzenschutzamt des Bezirks Suhl, mit Sitz in Zella-Mehlis, und ab 1990 in der Thüringer Landesanstalt für Landwirtschaft in Jena.
Während seiner beruflichen Laufbahn veröffentlichte Herbert Mesch sowohl wissenschaftliche als auch populärwissenschaftliche Arbeiten über Themen im Bereich Pflanzenschutz, Wühlmäuse und Maulwürfe. Darüber hinaus veröffentlichte er die Trilogie Gäbe es die DDR noch..., in der er sich mit der Geschichte der ehemaligen DDR auseinandersetzte. Außerdem schrieb er mehrere Bücher über seine Heimatstadt Suhl.
Zusätzlich zu seiner beruflichen Tätigkeit war Herbert Mesch Mitglied im Thüringer Verband Deutscher Schriftsteller. Er ging 1996 in den Ruhestand.

## Späte Jahre und Vermächtnis
In seinen späteren Jahren verfasste Herbert Mesch eine Familienchronik und arbeitete an einem neuen Buch mit dem Titel Himmel, Arsch und Wolkenbruch.
Herbert Mesch trug aktiv zur Erhaltung und Dokumentation von Suhler Geschichte und Kultur bei. Er überließ dem Suhler Stadtarchiv sowie dem Thüringer Staatsarchiv und dem Museum „Otto Ludwig“ in Eisfeld zahlreiche Unterlagen, Fotos und Dokumente aus seinem umfangreichen Archiv.
Am 23. Oktober 2016 verstarb Herbert Mesch in Suhl im Alter von 81 Jahren.

## Slusizer-Preis
Herbert Mesch wurde 2013 mit dem Slusizer-Preis ausgezeichnet. Er erhielt die Skulptur der Nixe Slusia in Schleusingen als Anerkennung für seine herausragenden Beiträge zur regionalen Literatur und zur Erhaltung der Geschichte und Kultur seiner Heimatregion.

## Publikationen
- Wühlmaus und Maulwurf im Garten. Deutscher Landwirtschaftsverlag, Berlin 1974, 1976, 1981, 1984, 1989, ISBN 978-3-331-00435-0
- Die Scher- oder Große Wühlmaus. Deutscher Landwirtschaftsverlag, Berlin 1990, ISBN 978-3-331-00657-6.
- mit Karin Mesch: Ein Narr ist, wer sich für jede Maus eine Katz hält. Frankenschwelle, Hildburghausen 1994, ISBN 978-3-86180-039-2.
- Mein Name ist Maulwurf. Familienheim und Garten, Bonn 1995, ISBN 978-3-9804830-0-1
- Eisfelder G'schichten. Frankenschwelle, Suhl 1998, 2000, ISBN 978-3-86180-098-9.
- Die unglaublich wahren Tiergeschichten. BoD, Norderstedt 2000, ISBN 978-3-8311-0431-4.
- Liebesgruß an Eisfeld. Frankenschwelle, Hildburghausen 2003, ISBN 978-3-86180-018-7.
- Krebs – und ich lebe. Frankenschwelle, Hildburghausen 2004, ISBN 978-3-86180-159-7.
- Was wäre wenn? Gäbe es die DDR noch. Peter Arfmann, Zella-Mehlis 2008, ISBN 978-3-9807760-6-6.
- Spuk im Winterwald. Eigenverlag, Suhl 2011, ISBN 978-3-00-031872-6.
- Gäbe es die DDR noch... Von der einen zur anderen Mark. Frankenschwelle, Hildburghausen 1999, 2000, 2001, 2002, 2005, ISBN 978-3-86180-087-3.
- Gäbe es die DDR noch... Dingslebener Bier, Gramss-Weck und Kuba-Orangen. BoD, Norderstedt 2002, ISBN 978-3-8311-3381-9.
- Gäbe es die DDR noch... Streng geheim. Frankenschwelle, Hildburghausen 2005, ISBN 978-3-86180-181-8.
- Suhl – Diamant in Thüringens Bergen. Heinrich-Jung, Zella-Mehlis 2006, ISBN 978-3-930588-65-7.
- Suhl – Rubin im Grün der Wälder. Heinrich-Jung, Zella-Mehlis 2008, ISBN 978-3-930588-84-8.[5]
- Suhl – Smaragd zwischen Berg und Tal. Heinrich-Jung, Zella-Mehlis 2009, ISBN 978-3-930588-93-0